# 周均时
周均时（1892年11月8日—1949年11月27日），原名周烈忠，字君适，男，四川遂宁人，中国物理学家、教育家，革命烈士，中国国民党革命委员会成员，曾任国立中央大学、暨南大学、重庆大学教授，国立吴淞商船专科学校校长、同济大学校长、民革重庆市负责人。先后毕业于上海中国公学、上海高等实业学堂（上海交通大学前身）、德国柏林工业大学。求学1949年8月，因参与组织重庆革命活动与黎又霖、王白与、周从化等三人先后被军统逮捕，先关押于西南长官公署第二处临时监房，后转移至中美特种技术合作所第一看守所白公馆，面对国民党特务的利诱和刑讯坚贞不屈，于同年11月27日在松林坡就义。重庆解放后安葬于重庆市南岸区凉风垭坡。